# Rapatea circasiana
Rapatea circasiana là một loài thực vật có hoa trong họ Rapateaceae. Loài này được García-Barr. & L.E.Mora miêu tả khoa học đầu tiên năm 1954.